# Zarrar Kahn
Zarrar Kahn, també acreditat de vegades com a Hamza Bangash, és un director i guionista de cinema canadenc pakistanès, que va debutar com a director amb In Flames  estrenada al 76è Festival Internacional de Cinema de Canes, i va representar Pakistan com a Millor Llargmetratge Internacional als Premis Oscar de 2023.

## Primers anys
Originari de Karachi, Pakistan, hi va passar part de la seva infantesa abans d'emigrar amb la seva família a Mississauga, Ontario. Ha continuat vivint i treballant als dos països, amb la majoria de les seves pel·lícules en coproduccions pakistaneses i canadenques.

## Carrera
El seu primer curt, Dia, va guanyar el premi del públic durant el Festival Internacional de Cinema de Locarno de 2020. Stray Dogs Come Out at Night, el seu següent curt, va ser la primera pel·lícula del Pakistan seleccionada al Festival del Curtmetratge de Clermont-Ferrand.
Les seves pel·lícules solen centrar-se en personatges que lluiten contra la seva condició d'estrangers a la societat religiosa conservadora del Pakistan, com ara dones, persones amb discapacitat física o discapacitat intel·lectual, LGBT o membres de grups de minories religioses.
El seu debut com a director de llargmetratge, In Flames, es va estrenar al 76è Festival Internacional de Cinema de Canes, i va ser la presentació oficial del Pakistan com a Millor Llargmetratge Internacional als Premis Oscar de 2023.
In Flames va ser el guanyador del Premi John Dunning a la millor primera pel·lícula als 12ns Canadian Screen Awards el 2024.

## Filmografia

### Curtmetratges
- Dia, 2018[7]
- 1978, 2020[8]
- Stray Dogs Come Out at Night, 2020[9]
- Brothers (Bhai), 2021[10]

### Llargmetratges
- In Flames, 2023